# Scarabaeus fraterculus
Scarabaeus fraterculus är en skalbaggsart som beskrevs av Hermann Julius Kolbe 1895. Scarabaeus fraterculus ingår i släktet Scarabaeus och familjen bladhorningar. Inga underarter finns listade i Catalogue of Life.